# Robert von Keyserlingk-Cammerau

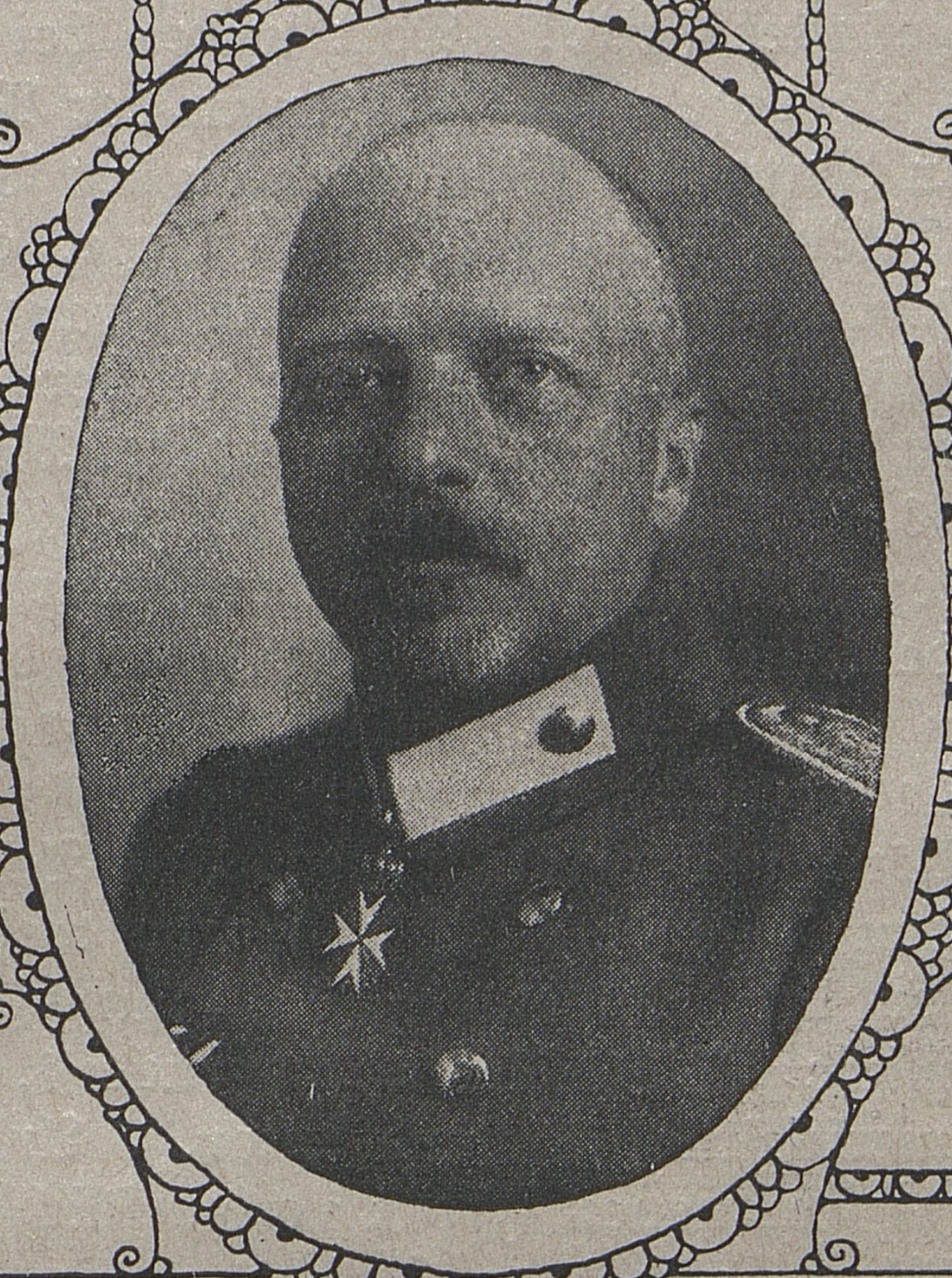
General Robert von Keyserlingk-Cammerau (c. 1918)

Robert Graf von Keyserlingk-Cammerau (* 10. März 1866 in München; † 15. Oktober 1959) war ein deutscher Staatsrechtler, Ministerialdirektor, Gutsbesitzer und Mitbegründer der Deutschnationalen Volkspartei.

## Leben
Seine Eltern waren Eugen von Keyserling (1832–1889) und dessen Ehefrau, der Schriftstellerin Rudolfine Margarete Adelheid von Dönniges (1846–1930), Tochter des bayrischen Gesandten in Bern und Historikers, Wilhelm Ritter von Dönniges und der Franziska Wolff.
Robert von Keyserlingk-Cammerau war von 1898 bis 1906 Landrat des Kreises Fischhausen. 1910 wurde er Regierungspräsident des Regierungsbezirks Königsberg. Im Ersten Weltkrieg war er von 1915 bis 1917 Ministerialdirektor im Preußischen Landwirtschaftsministerium. 1917 wurde er Berater des Generalquartiermeisters im Großen Hauptquartier. 1917/18 war er Reichskommissar für Litauen und das Vereinigte Baltische Herzogtum. 
In der Weimarer Republik war er von 1921 bis 1933 Vorstandsmitglied der landwirtschaftlichen Arbeitgeberverbände und Mitglied des Preußischen Staatsrates. Er war Mitglied der deutschen Delegation auf der Genfer Weltwirtschaftskonferenz (1927). Im November 1932 gehörte er zu den Mitunterzeichnern der Industrielleneingabe an Paul von Hindenburg, die die Kanzlerschaft Adolf Hitler forderte.
Er war verheiratet mit Ernestine Katharina Margarete Hirt, sie war die eigentliche Eigentümerin von Cammerau. Das Paar hatte eine Tochter:
- Doris Katharina Margarete Magdalene (* 22. März 1901; † 20. Dezember 1945) ⚭ Freiherr Lothar von Richthofen (* 27. September 1894; † 4. Juli 1922)

Robert von Keyserlingk war Vorstandsmitglied des Familienverbandes (Geschlechtsverein) und gehörte als Rechtsritter dem Johanniterorden an. Ende der 1930er Jahre umfasste sein Gut in Wüstewaltersdorf, konkret das Rittergut Christianhof mit Forsthaus Neugericht 112 ha und stand unter Leitung des Gutsdirektors Fritz Seidel, mit Dienstsitz in Cammerau. Für das Gut seiner Frau in Cammerau war Bevollmächtigter.

## Werke
- Krieg und Landwirtschaft. 1918.
- Ein Weg zur Entschuldung der deutschen Wirtschaft: Vortrag. Leipzig 1931.
- Philosophische Wechselgespräche. I. Ewiges Werden II. Mysterien. Dorfen 1954.